# SAINT LAURENT/サンローラン
『SAINT LAURENT/サンローラン』（Saint Laurent）は2014年のフランスの伝記映画。
監督はベルトラン・ボネロ、出演はギャスパー・ウリエルとジェレミー・レニエなど。
20世紀を代表するフランスのファッションデザイナー、イヴ・サン＝ローランの壮年期の約10年間に焦点を絞って、彼の心の内面に迫った内容となっている。
第40回セザール賞において最多10部門でノミネートされたものの、受賞は最優秀衣裳デザイン賞（アナイス・ロマン）のみに終わっている。

## ストーリー
1967年、パリ。次々と革新的なコレクションを発表し、時代の寵児となったイヴ･サンローランは、公私共にパートナーのピエール・ベルジェが進める拡大路線によって過密スケジュールを余儀なくされていた。1971年、新たなインスピレーションを求めてモロッコに旅立ったイヴだったが、帰国後の新作コレクションは批判の嵐にさらされてしまう。やがてアイデアが浮かばず極度のスランプが続く中、イヴはカール・ラガーフェルドの愛人でもあるジャック・ド・バシャールとの危険な情事に溺れていく。

## キャスト
- イヴ・サン＝ローラン: ギャスパー・ウリエル - ファッションデザイナー。
  - 1989年時: ヘルムート・バーガー
- ピエール・ベルジェ: ジェレミー・レニエ - イヴの公私に渡るパートナー。
- ルル・ドゥ・ラ・ファレーズ（フランス語版）: レア・セドゥ - モデル。
- ベティー・カトルー（フランス語版）: エメリーヌ・ヴァラーデ（フランス語版） - モデル。
- タリサ: ジャスミン・トリンカ - モデル。
- ジャック・ド・バシャール: ルイ・ガレル - イヴの愛人。
- リュシエンヌ・サン＝ローラン: ドミニク・サンダ - イヴの母親。
- ジャン＝ピエール氏: ミシャ・レスコー（フランス語版）
- アニー・マリー・ムニョス: アミラ・カサール
- ドゥーザー夫人: ヴァレリア・ブルーニ・テデスキ
- ルネ: ヴァレリー・ドンゼッリ

## 作品の評価
Rotten Tomatoesによれば、批評家の一致した見解は「善意から作られてはいるが、もどかしいほど散漫な伝記映画『SAINT LAURENT/サンローラン』は、皮肉にもファッションアイコンの人生を描くには不向きであることを証明している。」となっており、86件の評論のうち、高く評価しているのは60%にあたる52件で、平均して10点満点中5.78点を得ている。
アロシネによれば、フランスの30のメディアによる評価の平均点は5点満点中4.0点である。